# Sainte-Croix-sur-Buchy
Sainte-Croix-sur-Buchy är en kommun i departementet Seine-Maritime i regionen Normandie i norra Frankrike. Kommunen ligger i kantonen Buchy som tillhör arrondissementet Rouen. År 2022 hade Sainte-Croix-sur-Buchy 672 invånare.

## Befolkningsutveckling
Antalet invånare i kommunen Sainte-Croix-sur-Buchy
| Referens: INSEE |